# Ba ba Mã Lai
Ba ba Mã Lai (danh pháp hai phần: Dogania subplana) là một loài ba ba trong họ Trionychidae. Nó là loài duy nhất trong chi của nó.

## Phạm vi địa lý
Nó được tìm thấy ở Brunei, Indonesia, Java, Kalimantan, Malaysia, Myanmar, Philippines, Sabah, Sarawak, Singapore, và Sumatra.

## Mô tả
Con trưởng thành có thể đạt chiều dài mai 35 cm (13 ¾ inch).
Đầu to và cơ bắp. Mai phẳng, và có cạnh thẳng. Con chưu trưỡng thành có màu đỏ ở hai bên cổ, và có một vài điểm đen tròn (ocelli) trên mai. Những dấu hiệu trở nên mơ hồ như tuổi rùa.
Loài rùa này có màu từ nâu tối tới xanh. Mũi dài và thon như với các thành viên của họ, Trionychidae. 

## Môi trường sống
Dogania subplana thích sống trong vùng nước động liên tục, được tìm thấy trong dòng suối đá ở độ cao lớn.

## Chế độ ăn uống
Nó ăn ốc và các động vật thân mềm, nghiền vỏ với bộ hàm mạnh mẽ của nó.

## Hình ảnh

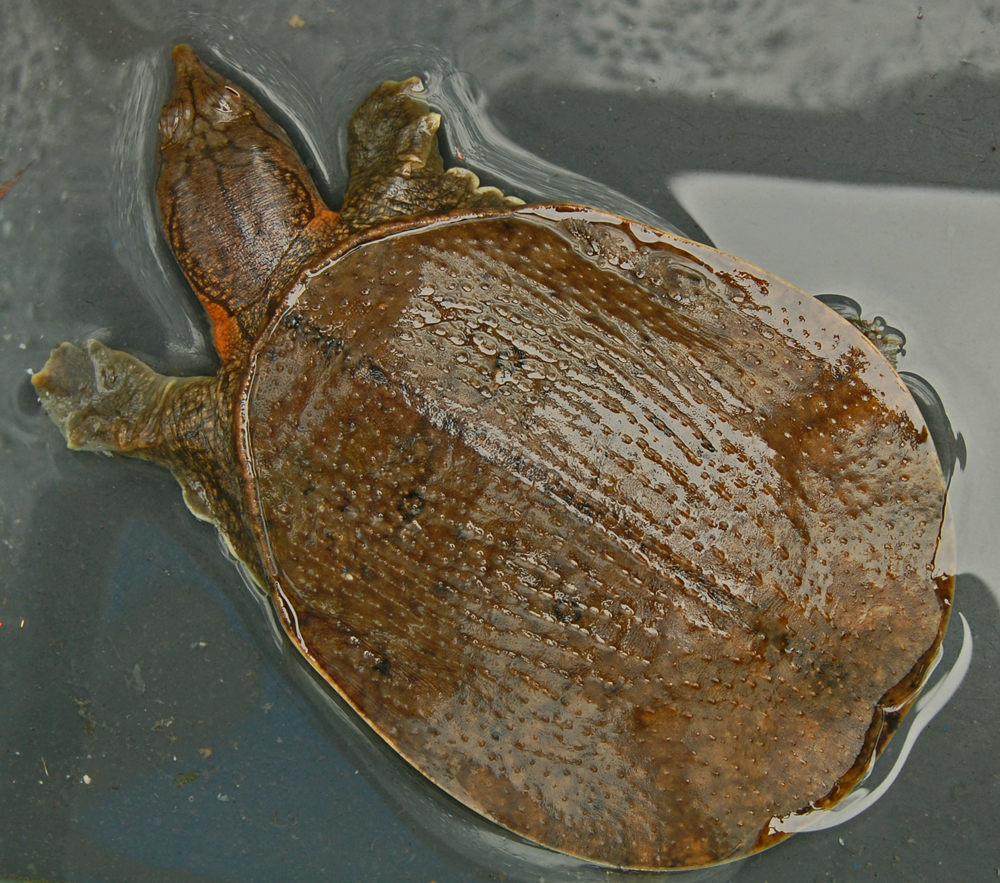
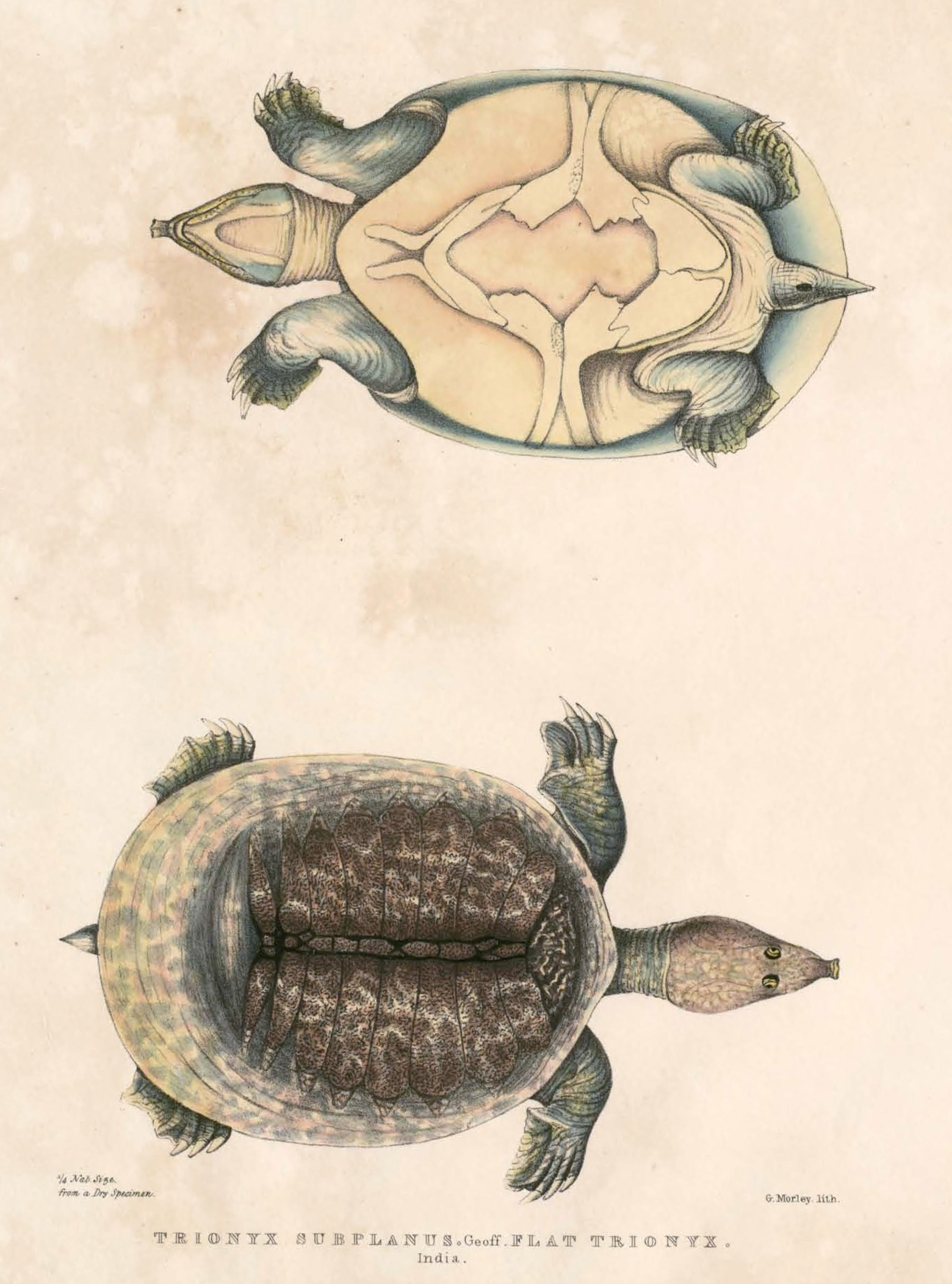